# Gdgd 페어리s
gdgd 페어리s(ぐだぐだフェアリーズ 구다구다 훼아리즈[*])는 스가하라 소타 원안, 2대째 gdgd 페어리s 제작으로 만들어진 풀 3DCG 애니메이션 작품을 가리킨다.
본 작품은 요정의 숲에 사는 세 요정 피쿠피쿠, 시루시루, 코로코로 셋이 만드는 gdgd(ぐだぐだ의 약어. 같은 것을 계속해 반복하거나, 사리에 맞지 않는 것을 끈질기게 말하는 모습을 말한다.)한 초현실적인 소동들을 즉흥적으로 그리는 단편 애니메이션으로, 'MikuMikuDance', 'Shade', '육각대왕' 등의 3DCG 소프트웨어를 사용해서 만들어져 있다.
본편의 분량은 오프닝, 엔딩 등을 포함해 약 15분이며, '아후레호' 파트를 제외하고는 대체로 프레스코에 의한 녹음을 채용해서 만들어졌다. 공식 사이트상의 설명을 빌리면 '업계도 깜짝 놀랄 만한 저예산 제작 작품으로, 대략 1주일 가량의 기간 내에 거의 실시간으로 만들어졌다'고 한다.
본 작품의 기획 프로듀서인 이시다테 코타로는 '애니메이션 팬, 성우 팬은 물론 영상 분야의 서브컬처 팬, 새로운 것에 대한 호기심 강한 일반인 층까지 폭넓게 받아들일 수 있는 작품으로 만들어 달라는 기획 담당 후쿠하라 카즈아키 프로듀서의 주문이 있었다.'고 밝혔고, 다양한 타입의 시청자들에게 '신선한 요소'를 제공하는 것과 콩트와 만담 등 일반적인 코미디 요소로 구성해서 자연스럽게 작품에 몰입할 수 있도록 구성했다고 해설했다.

## 구성
12화 구성으로 제작되었으며, 2011년 10월 12일부터 12월 28일까지 TOKYO MX를 통해 심야 방영, 그리고 같은 날 낮시간에 니코니코 동화의 전용 채널을 통해 재전달되는 방식으로 공개되었다. 내용은 기본적으로 다음과 같은 구성으로 이뤄지지만, 매 화마다 코너의 순서가 뒤바뀌거나, 특정한 코너를 건너뛰는 등 변칙적으로 편성된다. 투니버스
오프닝
세 요정들의 댄스 영상을 배경으로 한 오프닝 타임.
gdgd 티타임
요정들이 매 회 특정한 주제를 가지고 프리 토크를 하는 코너.
멘탈과 타임의 룸
마력이 증폭되는 공간에서 요정들이 마법으로 무언가를 소환해서 논다는 내용의 코너. 제목은 <드래곤볼>의 세계관에 등장하는 '정신과 시간의 방'의 패러디로서, 원작에서 정신과 시간의 방이 외부 세계보다 시간적 흐름이 극단적으로 느린 다른 차원의 허공 공간이었다면, 본 작품의 멘탈과 타임의 룸은 아직 마력이 약한 요정들의 마력을 증폭시켜 이미지한 것을 자유롭게 마법으로 이끌어낼 수 있는 공간으로 설정되어 있다.
아프레호
요정들이 호수면에 비친 이세계의 장면을 보면서 상황극을 연출하는 코너. 성우들의 애드립 연기로 이뤄진다.
엔딩
본편의 모습과는 사뭇 다른 성숙한 모습의 요정들을 묘사한 영상과, 개그물에 어울리지 않는 희극적인 성격이 강한 가사의 노래를 사용한 엔딩. 제작진은 본편 중의 자막을 이용해 이것을 '사기 엔딩'이라고 표현했다.
다음 회 예고
요정들을 통해 다른 작품을 패러디하는 가짜 예고를 내보낸다. 가짜 부제가 표시된 후에 '...라는 이야기는 아니지만, 기대해 주세요!'라는 멘트로 맺는다.

## 등장인물

### 레귤러
피쿠피쿠 (ピクピク)
성우 - 코마츠 미카코/미연
색상 -      분홍색
머리를 트윈테일로 묶은 핑크빛 요정. 보케 기질이 있지만 성실하고 상식적인 편. 시루시루에게 곧잘 놀림감이 되곤 한다. 애용하는 마법 스틱은 하트 모양.
시루시루 (シルシル)
성우 - 미즈하라 카오루/양정화 (성우)
색상 -      하늘색
뾰족한 귀와 해골 모양의 머리장식을 가진 금발 요정. 약간 제멋대로인 성격. '구다뽀요~(ぐだぽよ〜)'라는 말버릇이 있다는 설정이지만 본편에서는 그다지 자주 사용하지 않는다. 애용하는 마법 스틱은 별 모양.
코로코로 (コロコロ)
성우 - 타네자키 아츠미/송도영
색상 -      주황색
커다란 버섯 모양의 모자를 쓴 보랏빛 요정. 말수가 적지만 망상을 극단적으로 부풀리길 좋아하며, 조금 어두운 성격. 다른 두 사람과 달리 날개가 없어서 하늘을 날지는 못한다. 애용하는 마법 스틱은 팽이버섯 모양.
네코노코 (ネコノコ)
고양이와 츠치노코를 합성한 생물. 타이틀 콜 화면 등에 마스코트로 등장한다.

### 아후레 호
모치다 후사코 (持田 房子)
성우 - 아케사카 사토미
'아후레호' 코너에 나온 샘플 캐릭터. 요정들이 즉흥적으로 내놓은 설정을 종합하면 형상기억 란제리를 입은 중년 여성에 시루시루의 엄마와 체형이 비슷하며(시루시루), 이름은 모치다 후사코, 42세에 아직 독신(코로코로). 3, 6, 11, 12화에 등장하며, 주변 건물이 차례로 붕괴하는 세기말적인 참상 속에서 오로지 댄스를 하는 캐릭터, 혹은 세발 자전거를 타고 실내를 비행하는 캐릭터 등으로 등장한다. 최종화에서는 본편의 중요 캐릭터로도 등장하고, 오프닝과 엔딩에도 개입하고 있다.

## 제작진
- 기획, 영상감독, 캐릭터 디자인 : 스가와라 소타
- 연출, 각본, 구성 : 이시다테 코타로
- 기획 프로듀서 : 후쿠하라 카즈아키, 벳쇼 케이시 (SMP)
- 어시스턴트 프로듀서 : 시게후지 마사시
- 음악 : 이노우에 쥰이치
- 음향효과 : 토쿠나가 요시아키
- 음향제작, 어드바이저 : 마츠모토 코이치
- 녹음조정 : 야마다 아키히로
- 녹음조수, 편집 : 에비사와 유카
- 제작 : 2대째 gdgd 페어리s

## 주제가
오프닝 주제가 <어서 와! 요정의 숲>
작사, 작곡 : 이노우에 쥰이치 / 편곡 : 카노우 노조무 / 노래 : gdgd 페어리s (미모리 스즈코, 미즈하라 카오루, 아케사카 사토미)
엔딩 주제가 <Eternal>
작사, 작곡 : 이노우에 쥰이치 / 편곡 : Hajime (from LiLi) / 노래 : gdgd 페어리s (미모리 스즈코, 미즈하라 카오루, 아케사카 사토미)
엔딩의 영상은 애니메이션 본편의 데포르메된 캐릭터가 아니라 리얼 등신대의 요정들이 실루엣으로 등장해 춤을 추는 것인데, 매 화마다 카메라 앵글이나 연출이 달라진다. 엔딩 애니메이션의 안무와 모션 캡처 모델은 피쿠피쿠 역의 미모리 스즈코가 맡았다.
- 오프닝, 엔딩 곡의 CD는 별도 발매될 예정은 없고, Blu-ray 제1권 초회한정판 특전 CD에 오프닝 풀 버전이 수록되어 있다.
- 기획 담당인 스가하라 코타는 이노우에 쥰이치에게 작곡 주문을 할 때 이미지 소스로서 오프닝 주제가는 '침략 권유☆'(TVA 침략! 오징어 소녀 1기 OP)와 '햐다인의 짜짜짝 ☆ 짝사랑-C'(TVA 일상 OP/ED) 2곡을, 엔딩 주제가는 'FIND THE WAY'(TVA 기동전사 건담 SEED ED)를 지정했다고 한다.[11]

## 각 화 제목
- 방송일은 모두 TOKYO MX를 기준으로 하며, 방영시각이 27:00이므로 실제 날짜는 +1일이 된다.
- 다음 회 예고는 모두 가짜 예고에 대한 것으로, 패러디한 작품과 가짜 다음 화 제목을 기록하고 있다.
  - 이 가짜 예고가 끝난 뒤 정식 예고 멘트에서는 '미정'이라는 타이틀로 정정되어 나온다.
  - 각 화 제목과 본편 내용은 본방 때까지 비공개 처리되고 있어서, 애니잡지 등의 방송 리스트에는 '제1화 10월 4일 완성 패키지 납품회' 같은 식으로 기재되고 있다.
  - 다음 회 예고에 쓰이는 음악은 Hajime(LiLi의 멤버)가 1곡당 단돈 3000엔에 제공했다.

|        | gdgd 티 타임                                                        | 멘탈과 타임의 룸 코너 (게임종목)                                    | 아후레 호 코너 (채널)                                               | 다음 회 예고 | 방송일    |
| ------ | ------------------------------------------------------------------- | ------------------------------------------------------------------- | ------------------------------------------------------------------- | --- | --------- |
| 제1화  | 수면 (睡眠)                                                         | 마법 끝말잇기                                                       | 초 아니키                                                           | 드래곤볼 Z 패러디 승부다 피쿠피쿠! 초긴박 시루 게임! (勝負だピクピク! 超緊迫シルゲーム!)                                  | 10월 12일 |
| 제2화  | 작은 행복 (小さな幸せ)                                              | 번지점프 운동회                                                     | 거대한 닭                                                           | 신세기 에반게리온 패러디 순간, 코로코로, 하나가 되어 (瞬間、コロコロ、重ねて)                                             | 10월 19일 |
| 제3화  | 소문 (ウワサ)                                                       | 아저씨 넘기                                                         | 모치다 후사코                                                       | 스즈미야 하루히의 우울 패러디 피크피크의 우울 V (ピクピクの憂鬱 V)                                                        | 10월 26일 |
| 제4화  | 눈물 (ナミダ)                                                       | RPG 게임                                                            | 때리는 마스크맨                                                     | 케로로 중사 패러디 피크피크와 시르르 출격! (ピクピク&シルル出撃!)                                                         | 11월 2일  |
| 제5화  | 기다리는 시간 (待ち時間)                                            | (없음)                                                              | 헬기 캐터필러 아저씨, 카메라맨                                      | ONE PIECE 패러디 실피 힘을 다하다! 요정의 숲의 총력전 (シルフィー力尽く! 妖精の森の総力戦)                                | 11월 9일  |
| 제6화  | 지금까지의 gdgd 페어리s (前回までのgdgd妖精s)                       | 초대형 기계 파티 게임                                               | 돼지 타기, 게임 센터, 세발자전거 후사코                             | 로젠 메이든 패러디 피쿠이치고 (ピク苺)                                                                                    | 11월 16일 |
| 제7화  | 1일 1선 (一日一善)                                                  | 피타고라○위치                                                       | 체육관 체조남                                                       | 마크로스F 패러디 다이아몬드 시루바스 (ダイアモンド・シルバス)                                                             | 11월 23일 |
| 제8화  | 속담 (ことわざ)                                                     | gdgd 생방송                                                         | (없음)                                                              | 쓰르라미 울 적에 패러디 요정 떠내려 보내기 편 그 첫 번째 56호 문서 (妖精流し編 其ノ壱 56号文書)                           | 11월 30일 |
| 제9화  | 취미 (趣味)                                                         | 이상적인 우리집                                                     | 7색맨                                                               | 흑집사 패러디 그 요정, 해후 (その妖精、邂逅)                                                                              | 12월 7일  |
| 제10화 | 최후의 3일 (最後の3日)                                              | 몰래카메라                                                          | 입장시의 워킹                                                       | 어떤 과학의 초전자포 패러디 표적이 된 요정의 숲 (ねらわれた妖精の森)                                                      | 12월 14일 |
| 제11화 | 지금까지의 미공개 페어리s (前回までの未公開妖精s)                   | 위기 해결 매뉴얼                                                    | 고릴라, 해변의 모치다 후사코                                        | 내 여동생이 이렇게 귀여울 리가 없어 패러디 내 여동생이 이렇게 구다구다할 리가 없어 (俺の妹がこんなにぐだぐだなわけがない) | 12월 21일 |
| 제12화 | 끝없는 추억의 저편에 ~Eternal~ (終わりなき追憶の彼方に 〜Eternal〜) | 끝없는 추억의 저편에 ~Eternal~ (終わりなき追憶の彼方に 〜Eternal〜) | 끝없는 추억의 저편에 ~Eternal~ (終わりなき追憶の彼方に 〜Eternal〜) | (없음) | 12월 28일 |

## Blu-ray, DVD
이넷 프론티어와 스토리 픽쳐스에서 발매중. 총 3권. 블루레이에는 숲의 백스테이지, 논텔롭 영상, 미공개 '아후레호' 캐스트 출석시 미니 코멘트, 그리고 초회판에는 별도의 특전 CD(오프닝 주제가 포함)이 주어진다. 블루레이 자켓 디자인은 KEI의 신작. 방송시의 '가짜 다음회 예고'는 저작권 문제로 이미지 편집(주로 모자이크 처리)되어 있다.
1. gdgd 페어리s 1, 2012년 1월 27일 발매, #1~4화 수록, ENBD-5005/ENFD-7119
2. gdgd 페어리s 2, 2012년 2월 24일 발매, #5~8화 수록, ENBD-5006/ENFD-7120
3. gdgd 페어리s 3, 2012년 3월 23일 발매, #9~12화 수록, ENBD-5007/ENFD-7121